# Lyla Pinch Brock
Lyla Pinch Brock é uma egiptóloga canadense especialista em epigrafia, casada com o egiptólogo Edwin C. Brock.
Lyla participou de dois importantes projetos: o Tell Borg Project e o Theban Mapping Project. Em 1993, quando da escavação da tumba KV55, descobriu um óstraco pintado com o planta original da tumba.
Também foi a responsável pelas escavações na tumba TT120, a tumba de Anen, o cunhado de Amenófis III, e na TT89.

## Publicações
- Shipwrecked Sailor, em co-autoria com John L. Foster, 1998.